# トッラッツォ
トッラッツォ（伊: Torrazzo）は、イタリア共和国ピエモンテ州ビエッラ県にある、人口約200人の基礎自治体（コムーネ）。

## 地理

### 位置・広がり
| 隣接するコムーネは以下の通り。括弧内のTOはトリノ県所属を示す。 - ボッレンゴ (TO) - ブローロ (TO) - キアヴェラーノ (TO) - マニャーノ - サーラ・ビエッレーゼ - ズビエーナ |